# エフエム茶笛
株式会社エフエム茶笛（エフエムちゃっぴー）は、埼玉県入間市の一部地域を放送区域として超短波放送（FM放送）を営む特定地上基幹放送事業者である。
FMチャッピーの愛称でコミュニティ放送を行っている。

## 概要
1997年（平成9年）開局。入間ケーブルテレビの関連会社であり、本社・スタジオも隣に設置されている。当初はエフエム入間という社名で、「FMチャッピー」や「FM茶笛」はニックネームであった。
送信所は入間市総合クリーンセンターの煙突上にあり、サービスエリアは入間市を中心に埼玉県西部・東京都多摩西部地区で、聴取エリア人口は180万人。
また、JCBAインターネットサイマルラジオを通じてインターネット配信を行っている。他に無料アプリのradimoでも聴取可能。
防災協定を入間市、狭山市、所沢市、東京都西多摩郡瑞穂町と締結している。番組パーソナリティによる入間市周辺の地元企業のCMが多く放送されており、局の特色となっている。
開局当時は100%自社制作であったが、後にミュージックバードからの配信番組も放送するようになった。
埼玉西武ライオンズの選手が地域活動の一環として、市民向けに災害時の緊急放送についてのCMに出演しており、防災についてのコメントを寄せていた。過去には松坂大輔も出演していた。
入間市中心部の河原町4-2に主催・後援のコンサートのチケットの販売やフリーペーパー「月刊茶笛」の配布を行う『チャッピープラザ』が設置されている。入間ケーブルテレビデジタル体験館に隣接する。
2012年（平成24年）7月8日にイオン入間店内にサテライトスタジオを開設。同スタジオより毎日公開生放送を行っている。

## 沿革
- 1996年（平成8年） エフエム入間放送株式会社設立。
- 1997年（平成9年） 開局。愛称はFM CHAPPY。
- 2004年（平成16年） 会社名をエフエム入間放送株式会社から、愛称に因んで株式会社エフエム茶笛（チャッピー）に改称。
- 2005年（平成17年） 番組表のほか地域のイベント情報が掲載されたコミュニティ誌、「月刊茶笛」創刊。
- 2007年（平成19年） 所沢市広報番組の放送開始。（入間市広報番組は開局時より放送）
- 2012年（平成24年）
  - JCBAインターネットサイマルラジオによるインターネット配信を開始。
  - イオン入間店内にサテライトスタジオを開設。

## 主な番組一覧
2021年4月現在
- クールチョイス・ラジオ（土曜 14:00 - 14:30）
- とれたてラジオ（月曜 - 金曜 8:00 - 11:00）
- くらっしぃ～♪（月曜 - 金曜 12:00 - 15:00）
- チャッピーアフター5（月曜 - 木曜 17:00 - 18:57）
- スマイルあっとカフェ（金曜 17:00 - 19:00）
- お出かけステーション（土曜 11:00 - 13:00）
- イオンスタイル入間 サタデーサテライト（土曜 15:00 - 16:00）
- 日曜サテLIVE（日曜 13:00 - 15:00）
- スマイルさん（金曜 11:00 - 11:30）
- 杉島市長のお茶っこラジオ（土曜 8:30 - 9:00・水曜 21:00 - 21:30）

### 広報番組
- 6:55 -
- 8:30 -
- 12:30 -
- 17:30 -

## パーソナリティ
過去に出演したパーソナリティ
- 横山知枝
- 因幡晃
- なべやかん
- 宮島将郎・宮島雅子
- 田中龍夫 (入間市長)